# Tarō Asō
Pour les articles homonymes, voir Asō.
Tarō Asō (麻生 太郎, Asō Tarō) est un homme d'État japonais né le 20 septembre 1940. Il est le 59e Premier ministre du Japon, à la tête du 92e Cabinet, du 24 septembre 2008 au 16 septembre 2009.
Il est le 24e président du Parti libéral-démocrate (PLD) du 22 septembre 2008 au 28 septembre 2009, et est élu à la Chambre des représentants — chambre basse de la Diète, le parlement japonais — depuis le 7 octobre 1979, pour l'ancien 2e district électoral de la préfecture de Fukuoka de 1979 à 1983 puis de 1986 à 1996 et finalement, à la suite de la réforme du système électoral de 1994, pour le 8e district de Fukuoka depuis 1996.
Plusieurs fois ministre, il est surtout ministre des Affaires intérieures et des Communications dans les trois gouvernements de Jun'ichirō Koizumi du 20 septembre 2003 au 31 octobre 2005, ainsi que ministre des Affaires étrangères dans le 3e et dernier Cabinet Koizumi et dans celui de Shinzō Abe du 31 octobre 2005 au 27 août 2007.
Figure importante au sein du PLD depuis le début des années 2000, à la tête de sa propre faction qu'il a créée en 2006 (l'une des plus petites du parti, elle regroupe surtout des partisans d'une réforme interne du mouvement afin d'y rendre le processus de décision moins dépendant des jeux d'influence entre grosses factions) et connu pour ses prises de position populistes et nationalistes, il a longtemps eu la réputation d'un « éternel second ». Il est également affilié au mouvement révisionniste Nippon Kaigi, favorable au retour du militarisme au Japon et à l'abandon du pacifisme d'après-guerre.
Secrétaire général du PLD (et donc no 2 du parti) à deux reprises, du 27 août au 23 septembre 2007 et du 1er août au 22 septembre 2008, et considéré avec Shinzō Abe et Yasuo Fukuda comme l'un des « dauphins » potentiels de Jun'ichirō Koizumi après le retrait de celui-ci en 2006, il a dû essuyer trois échecs dans ses candidatures à la présidence du PLD (en avril 2001 contre Jun'ichirō Koizumi, en septembre 2006 face à Shinzō Abe et en septembre 2007 contre Yasuo Fukuda), avant de réussir à se faire élire le 22 septembre 2008, lui permettant enfin d'accéder à la fonction suprême de Premier ministre.
En décembre 2012, à la suite de la victoire importante du PLD, qui marque son retour aux affaires, Tarō Asō, réélu à la Chambre des représentants, retrouve un rôle politique de premier plan, de par sa nomination au titre de vice-Premier ministre et ministre des Finances. Il conserve ces fonctions sous les trois gouvernements de Shinzō Abe puis dans l'exécutif de Yoshihide Suga. Le successeur de ce dernier, Fumio Kishida, le nomme vice-président du PLD en octobre 2021, ce qui conduit à sa sortie du cabinet.

## Origines, formation et carrière professionnelle

### Origines familiales
Né le 20 septembre 1940 à Iizuka dans la préfecture de Fukuoka sur l'île de Kyūshū, Tarō Asō est l'aîné d'une famille de six enfants (trois garçons et trois filles), issue d'une vieille dynastie industrielle et politique.

#### Le groupe industriel familial
Du côté paternel, l'histoire de la famille Asō est liée à celle du groupe industriel Asō Company, surtout connu à l'origine pour ses activités dans l'exploitation de mines de charbon et la métallurgie, mais aujourd'hui essentiellement spécialisé dans la cimenterie et dans les domaines médicaux, environnementaux et de l'immobilier.
Tarō Asō est ainsi l'arrière-petit-fils de Takichi Asō (麻生 太吉, Asō Takichi, 1857-1933), industriel et concessionnaire minier qui s'est lancé dans l'exploitation houillère en 1872 avant de créer en 1918 le groupe Asō Shoten qui s'est diversifié dans des activités aussi diverses que la construction ferroviaire et navale.
Ce groupe est devenu par la suite Asō Industry Ltd. puis aujourd'hui Asō Company. Les activités concernant le ciment se sont constituées en une entreprise à part entière, Asō Cement Ltd., qui a fusionné en 2001 avec le géant français du secteur des matériaux de construction, Lafarge SA pour se renommer en 2004 Lafarge Asō Cement Co. Ltd. Le groupe Asō Company est actuellement dirigé par le frère cadet de Tarō Asō, Yutaka Asō (麻生 泰, Asō Yutaka), également PDG de Lafarge Asō Cement Co. Ltd.
La compagnie des industries Asō fait partie des nombreuses grandes entreprises japonaises à avoir bénéficié de la main-d'œuvre bon marché, et en réalité réduite en esclavage, que constituait les Coréens lors de l'occupation japonaise de la péninsule. À cette époque, le groupe était dirigé par le père de Tarō et Yutaka Asō et, si la responsabilité directe de ces deux derniers ne peut être mise en cause (au moment des faits, Tarō Asō avait moins de 5 ans), de nombreux historiens mais aussi des autorités coréennes et des associations de défense de la mémoire des victimes de l'occupation japonaise de la Corée ont reproché aux dirigeants du groupe Asō de n'avoir jamais formellement reconnu ce passage de l'histoire de l'entreprise.

#### Un important héritage politique
La famille Asō, en plus de ses activités industrielles, s'est aussi fortement impliquée dans la politique. Takichi Asō fut le premier parlementaire de la famille, en tant que membre de la Chambre des pairs de 1911 à 1925. Le père de Tarō Asō, Takakichi Asō (麻生 太賀吉, Asō Takakichi, 1911-1980), successeur de Takichi à la tête du groupe Asō, fut également élu à la Chambre des représentants pour l'ancien 2e district électoral de Fukuoka de 1949 à 1955 ainsi qu'un fidèle allié politique des Premiers ministres Shigeru Yoshida (son beau-père) et Kakuei Tanaka.
Par sa mère, Kazuko Yoshida (吉田 和子, Yoshida Kazuko), Tarō Asō est de plus le petit-fils de l'ancien 32e Premier ministre du Japon de 1946 à 1947 et de 1948 à 1954, Shigeru Yoshida. Et, par son épouse Chikako Suzuki (鈴木 千賀子, Suzuki Chikako), qu'il a épousée en 1983, il est le gendre d'un autre ancien Premier ministre, Zenkō Suzuki, qui a dirigé le Japon de 1980 à 1982.

#### Des liens avec l'aristocratie
Tarō Asō est apparenté à différentes familles connues de l'aristocratie japonaise, et même à la famille impériale. Par son père, et plus particulièrement par sa grand-mère paternelle, il descend d'une branche cadette du clan Kanō qui a dirigé le domaine d'Ichinomiya de 1826 à 1871 et est notamment le petit-neveu du vicomte Hisākira Kanō (加納 久朗, Kanō Hisākira, 1886-1963), cadre de banque un temps emprisonné par les Alliés après la Seconde Guerre mondiale et gouverneur de la préfecture de Chiba de 1962 à 1963. Par cette branche Tarō Asō est également le cousin de Kumiko Nakamura, veuve de l'ancien Premier ministre Ryūtarō Hashimoto.
Mais c'est par sa famille maternelle que Tarō Asō dispose de l'ascendance la plus illustre. Ainsi, par sa grand-mère maternelle, épouse de Shigeru Ishiba, il est l'arrière-petit-fils du comte Nobuaki Makino (牧野 伸顕, Makino Nobuaki, 1861-1949), un diplomate actif durant les ères Meiji et Shōwa notamment en tant que ministre des Affaires étrangères ou bien de représentant du Japon, pays vainqueur après la Première Guerre mondiale, à la Conférence de paix de Paris en 1919, et qui s'était très tôt fait remarquer pour ses appels à limiter le rôle politique de l'empereur ainsi que pour le maintien de fortes relations diplomatiques avec le Royaume-Uni et les États-Unis. Et Nobuaki Makino était le fils de Toshimichi Ōkubo, ancien samouraï de la province de Satsuma qui fut l'un des plus célèbres artisans de la révolution Meiji et de l'occidentalisation du pays, en tant que l'une des figures majeures de la révolte contre le shogunat Tokugawa de 1868 puis de la répression de la rébellion de Satsuma de 1877.
Enfin, la sœur cadette de Tarō Asō, Nobuko Asō (麻生 信子, Asō Nobuko), a contracté un mariage particulièrement prestigieux puisqu'elle a épousé en 1980 le prince Tomohito de Mikasa, petit-fils du défunt empereur Taishō et donc cousin germain de l'empereur Akihito, la faisant entrer dans la famille impériale. Elle est désormais titrée « Son Altesse impériale la princesse impériale Tomohito de Mikasa Nobuko » (三笠宮 寬仁 親王妃 信子 殿下, Mikasa-no-miya Tomohito shinnōhi Nobuko denka). Le prince Tomohito, décédé en 2012, est connu pour ses positions très conservatrices, voire traditionalistes, et notamment pour avoir défendu, en 2005 et 2006 — en plein débat national pour savoir si la succession au trône pouvait être ouverte aux filles afin de pallier le manque de garçon au sein de la famille impériale — le retour à l'ancien système successoral impérial antérieur à l'empereur Taishō, basé sur l'adoption par l'empereur de fils issus d'une branche cadette mais surtout sur la polygamie,.

### Une scolarité soignée
Tarō Asō a suivi toute sa scolarité, du primaire jusqu'au supérieur, au sein de la compagnie scolaire privée Gakushūin, connue pour accueillir depuis l'ère Meiji les enfants de l'aristocratie japonaise mais également ceux des familles de la grande bourgeoisie. Il est diplômé en 1963 de la faculté des sciences politiques et économiques de l'université Gakushūin.
Une fois ce diplôme obtenu, il poursuit ses études à l'étranger, notamment pour parfaire son anglais. Il suit tout d'abord les enseignements de l'université Stanford à Palo Alto en Californie aux États-Unis, avant de devoir changer dès 1964 pour une autre école anglophone, la London School of Economics au Royaume-Uni, sur pression de son grand-père Shigeru Yoshida qui, selon Asō, aurait craint que ce dernier « s'américanise » et développe un anglais trop teinté de l'accent californien.

### Au service du groupe familial
Il rejoint le groupe familial, la Asō Industry Ltd., alors dirigée par son père, à la fin de ses études en 1966, et s'expatrie une nouvelle fois pour travailler dans l'extraction et le négoce de diamants en Sierra Leone de 1970 à 1972.
Par la suite, après avoir pendant un temps dirigé les activités du groupe récemment implantées au Brésil à São Paulo, il prend la succession de son père et préside donc la compagnie Asō de 1973 à 1979. À ce poste, il termine la transition entamée lors de la décennie précédente, à savoir l'abandon des activités minières au profit de la cimenterie.

### Intérêts et activités extra-professionnels
Tarō Asō a cultivé, auprès de l'opinion publique japonaise, une image d'homme politique atypique rompant avec celle de simple « héritier politique », image essentiellement entretenue par sa passion affichée pour les mangas, mais également pour avoir pratiqué du ball-trap à haut niveau au point de participer aux Jeux olympiques et enfin par sa foi catholique dans un pays majoritairement shintoïste et bouddhiste.

#### Rōzen Asō, fan de manga
Tarō Asō est particulièrement connu, aussi bien au Japon qu'à l'étranger, pour sa passion pour les mangas, les bandes dessinées japonaises, entretenue depuis l'enfance. Il a ainsi admis en 2003, dans une interview à un magazine spécialisé, lire entre 10 et 20 mangas par semaine. Il a également profité de ses prérogatives de ministre des Affaires étrangères pour créer le 22 mai 2007 le Prix international du manga, concours récompensant depuis lors une fois par an trois mangaka (dessinateurs de manga) non japonais,. Devenu Premier ministre, il milite pour l'ouverture à Tokyo d'un « musée de la culture populaire japonaise » portant sur « les mangas, l'animation, les jeux vidéo et autres disciplines artistiques japonaises contemporaines » et afin de profiter de l'engouement des pays occidentaux (et notamment les États-Unis et la France) pour cette pop-culture afin d'en faire un atout diplomatique et touristique.
Cette passion l'a rendu particulièrement populaire auprès des otaku et plus précisément des fans de manga (au point de lui constituer une sérieuse base électorale au sein de cette catégorie de la population, très importante au sein de la jeunesse et des populations urbaines, deux groupes connus pour être généralement indécis dans leurs choix politiques). Une popularité que Tarō Asō entretient, ayant réalisé lors de chacune de ses candidatures à la présidence du PLD un passage remarqué à Akihabara, quartier de Tokyo connu pour ses nombreuses boutiques de manga et de jeux vidéo et souvent surnommé la « Mecque des otaku ».
Cela lui a valu notamment le surnom de Rōzen Asō (ローゼン麻生), en référence à Rōzen Maiden (ローゼン メイデン), manga très populaire que Tarō Asō avait été surpris en train de lire à l'aéroport de Tokyo, en attendant son avion. Il est également parfois surnommé le « ministre du manga » (マンガ大臣, Manga daijin). Enfin, à Akihabara, un magasin appelé « Notre Tarō » (オレたち の 太郎, Oretachi no Tarō), entièrement consacré à des produits dérivés (gadgets, pâtisseries, mangas) en son honneur, s'est ouvert,.

#### Participation aux Jeux olympiques
Tarō Asō a fait partie de la délégation japonaise aux Jeux olympiques d'été de 1976 à Montréal, pour le Skeet olympique. Il finit alors 41e sur 68, avec 187 points.

#### Un catholique romain
Tarō Asō est l'un des rares fidèles de l'Église catholique romaine au Japon (qui représentent environ 1 % de la population). Sa famille, et notamment du côté maternel (incluant donc l'ancien Premier ministre Shigeru Yoshida, son grand-père), est catholique depuis plusieurs générations. Il est d'ailleurs baptisé sous le nom de Francisco (フランシスコ, Furanshisuko), en l'honneur de saint François Xavier, l'évangélisateur du Japon.
Cette foi fait que, contrairement à d'autres hommes politiques japonais qui, comme lui, ont fait leur réputation sur des positions très populistes, il n'a jamais participé aux visites du 15 août au sanctuaire de Yasukuni, sanctuaire shinto de Tokyo devenu le symbole du nationalisme japonais (du fait que ce lieu de culte honore la mémoire des soldats japonais morts pour le pays, dont 14 criminels de guerre de classe A et, parmi eux, 7 qui furent condamnés à mort par le tribunal de Tokyo et exécutés après la Seconde Guerre mondiale). En effet, si les commémorations du 15 août en l'honneur de la fin de la Seconde Guerre mondiale au Japon donnent lieu à des visites du sanctuaire de personnalités nationalistes (dont l'ancien Premier ministre Jun'ichirō Koizumi qui avait été vivement critiqué par les pays voisins du Japon, dont surtout la Corée du Sud et la Chine, pour avoir visité le sanctuaire au cours de son mandat), Tarō Asō se démarque en célébrant la fête chrétienne de l'Assomption.
Il a été le septième Premier ministre chrétien du pays, succédant ainsi à Takashi Hara (1918-1921), Korekiyo Takahashi (1921-1922, premier protestant), son grand-père Shigeru Yoshida (1946-1947 et 1948-1954), Tetsu Katayama (1947-1948), Ichirō Hatoyama (1954-1956, protestant baptiste) et Masayoshi Ōhira (1978-1980).

## Carrière politique

### La conquête difficile d'une assise locale
Tarō Asō se lance en politique à 39 ans, abandonnant alors la tête du groupe Asō à son frère cadet Yutaka.
Il est élu membre de la Chambre des représentants pour la première fois en octobre 1979, dans la circonscription familiale de l'ancien 2e district de Fukuoka. Cette circonscription s'étend alors dans le nord de la préfecture de Fukuoka, du détroit de Kanmon (comprenant notamment la moitié occidentale, et la plus résidentielle, de Kitakyūshū) jusqu'aux pays montagneux de l'intérieur de la préfecture, connus pour être un important bassin houiller (jusqu'à la fermeture progressive des mines à partir des années 1970). Élisant 5 représentants, cette circonscription fut longtemps considérée comme un fief de gauche (de 1948 à 1958, de 1960 à 1963 et de 1967 à 1979, il n'y eut qu'un seul député de droite ou PLD dans la circonscription, les 4 autres étant centristes d'opposition, socialistes ou communistes).
Dans ce contexte, Tarō Asō a au départ du mal à s'imposer dans ce district. Lorsqu'il est élu pour la première fois en 1979, il n'arrive qu'en 5e position avec 12,9 % des suffrages, étant tout de même élu vu que le scrutin est encore à cette époque au vote unique non transférable. S'il est réélu en 1980 avec plus de facilité, avec 15,5 % des voix, se positionnant cette fois à la seconde place, il est toutefois battu en 1983, arrivant en sixième et dernière position, avec 13,77 % des suffrages exprimés.
Ce n'est véritablement qu'à partir des élections de 1986 que Tarō Asō réussit à établir une assise politique locale stable dans sa circonscription. Il arrive en tête en 1986 avec plus du quart des suffrages (soit un résultat particulièrement considérable lors d'un scrutin plurinominal, il réintègre ainsi la Chambre des représentants), en seconde position en 1990 (redescendant alors à 17,77 % des votes) et de nouveau en première position en 1993 qui sont marquées pourtant sur le plan national par un recul historique de la part du PLD (il recueille 19,27 % des suffrages).
Après la réforme électorale de 1994, la mise en place du nouveau 8e district (qui comprend les parties de l'ancien 2e district non comprises dans Kitakyūshū) et le passage au scrutin uninominal majoritaire à un tour à partir des élections de 1996, il obtient la majorité absolue des suffrages à chaque élection, à l'exception de 2000 (tout en réunissant lors de cette élection, face à 4 concurrents, 49,91 % des suffrages). Lors de l'élection de 2005, il est réélu avec 56,89 % des voix et plus de 57 000 bulletins d'avance sur son principal concurrent, et à celle du 30 août 2009, pourtant marquées par la défaite sur le plan national de la majorité qu'il dirige, il est reconduit avec une plus large avance encore (62,21 % des suffrages exprimés et 69 000 voix d'écart sur le candidat démocrate arrivé deuxième). Au scrutin suivant, le 16 décembre 2012, dans le cadre de la reconquête de la majorité par le PLD mais avec une forte abstention, il obtient 146 712 voix (68,4 %).

### Une ascension progressive

#### Les premières responsabilités
Tarō Asō obtient son premier poste gouvernemental (sans être toutefois encore membre du Cabinet) du 27 décembre 1988 au 3 juin 1989. Il est alors vice-ministre parlementaire auprès du ministre de l'Éducation, des Sports, des Sciences et de la Culture Takeo Nishioka, dans le gouvernement de Noboru Takeshita.
Il est ainsi considéré par la suite, à la fin des années 1980 et au début des années 1990, comme un des spécialistes au sein du PLD concernant les dossiers éducatifs. En effet, il est directeur de la division de l'Éducation du parti de mars à décembre 1990.

#### Un intérêt pour les dossiers diplomatiques et économiques
Mais ses anciennes fonctions de chef d'un grand groupe industriel et minier, et ses nombreuses affectations passées à l'étranger, l'ont rapidement poussé à s'intéresser, tant à la Chambre des représentants qu'au sein du PLD, aux dossiers économiques, liés au commerce extérieur ou encore aux affaires étrangères. Il est ainsi successivement : 
- janvier - novembre 1991 : président de la Commission spéciale de la Chambre des représentants concernant les Problèmes houillers.
- novembre 1991 - janvier 1993 : président de la Commission spéciale de la Chambre des représentants chargée des Affaires étrangères.
- décembre 1992 - août 1993 : directeur de la division des Affaires étrangères du PLD.

#### Une valeur montante du PLD
Partisan au sein du PLD de Yōhei Kōno, il fait partie de l'équipe de ce dernier lorsqu'il devient président du parti, d'août 1993 à novembre 1995 (le premier chef du mouvement à n'avoir pas exercé la fonction de Premier ministre). Tarō Asō devient alors secrétaire général adjoint du mouvement, et seconde Kōno (qui est considéré comme l'un des principaux représentants de l'aile gauche du PLD) dans ses négociations pour former, à partir de juillet 1994, une alliance avec le Parti socialiste japonais.
Le mauvais score du PLD aux élections à la Chambre des conseillers du 23 juillet 1995, suivi d'une fronde interne au parti, pousse finalement Yōhei Kōno à démissionner en septembre 1995 pour être remplacé par Ryūtarō Hashimoto, membre de la faction responsable de la chute de Kōno.
Mais ce changement de direction au sein du grand parti de la droite japonaise n'entrave pas l'ascension politique de Tarō Asō. Hashimoto, devenu Premier ministre en janvier 1996, offre même son premier poste au sein du Cabinet à Asō : celui-ci est ainsi nommé ministre d'État et directeur général de l'Agence de planification économique dans le deuxième gouvernement Hashimoto du 7 novembre 1996 au 11 septembre 1997. Dans un contexte de crise économique asiatique, Tarō Asō a été confronté pendant le temps où il a exercé cette fonction à la plus faible croissance économique qu'ait jamais connue le Japon à cette date depuis les années 1950 (et donc avant le miracle japonais). Il a dû ainsi annoncer une prévision de croissance du PIB de moins de 2 % pour l'année fiscale 1997.
Il est par la suite l'éphémère président de la Commission spéciale de la Chambre des représentants chargé de la Réforme de la structure fiscale de novembre à décembre 1998, puis il retrouve un poste au Cabinet en tant que ministre d'État chargé de la politique économique et fiscale du 23 janvier au 26 avril 2001 dans le second et dernier gouvernement de Yoshirō Mori. Il déclare lors de sa prise de fonction vouloir « plus douce » la dérégulation de l'économie engagée par son prédécesseur Fukushirō Nukaga, mais la chute du cabinet trois mois plus tard l'empêche de réellement faire ses preuves à ce poste.
Ainsi, Tarō Asō a occupé tout au long des années 1990 des postes au premier plan de la vie politique japonaise, mais ce n'est véritablement qu'à partir des années 2000, et plus particulièrement sous le gouvernement de Jun'ichirō Koizumi, qu'il va acquérir une forte notoriété.

### Ministre de Koizumi et d'Abe

#### De la rivalité au soutien à Koizumi
Lorsque Yoshirō Mori démissionne en avril 2001, le grand favori pour lui succéder est alors l'ancien Premier ministre Ryūtarō Hashimoto, soutenu par « l'establishment » de la haute-administration et des grandes factions internes au parti. Son principal adversaire, qui fait bientôt figure d'outsider, est le néo-libéral Jun'ichirō Koizumi, candidat soutenu par un groupe de réformateurs connus sous le nom de « trio YKK » (alliance formée au début des années 1990 par alors trois jeunes députés réformateurs : Taku Yamasaki, Kōichi Katō et Koizumi, et longtemps dominée par Katō jusqu'à ce que celui-ci se déconsidère à la fin de l'année 2000 pour avoir un temps menacé de voter la motion de censure présentée par l'opposition à l'encontre du gouvernement Mori). Koizumi appelle à une profonde réforme du Japon ainsi que du parti, passant par une forte dérèglementation et une baisse du rôle de l'État et de l'administration pour ce qui est de la première et par la lutte contre le régime des factions pour la seconde.
Face à ces deux blocs, deux petites candidatures sont présentées aux marges du parti : Tarō Asō soutenu par l'aile gauche (favorable au maintien d'un certain niveau d'État-providence tout en reconnaissant la nécessité de réformer le parti) et Shizuka Kamei soutenu par le clan le plus conservateur. Asō fait notamment campagne alors pour maintenir et même renforcer les aides de l'État aux régions en difficulté. Finalement, contre la plupart des pronostics qui donnaient Hashimoto gagnant, Koizumi (le favori des sondages) l'emporte lors de l'élection du 24 avril 2001 par 298 voix de délégués contre 155 à Hashimoto et seulement 31 à Asō (Kamei s'était finalement retiré).
Tarō Asō obtient toutefois en consolation de son échec le poste important de président du conseil de recherche politique du PLD, soit la 3e plus importante position au sein de l'exécutif du mouvement, après le président et le secrétaire général (ce dernier poste étant alors confié à Taku Yamasaki, autre membre du « trio YKK » et donc allié de Koizumi).
Tout en appelant jusqu'au bout Koizumi à réviser sa politique économique, Asō finit par se rallier à ce dernier, notamment sur les questions de politiques étrangères (il soutient les positions nationalistes décomplexées du Premier ministre et son attitude plus distante voire offensive à l'égard des gouvernements chinois) ou sur la décentralisation dont il est un partisan. Après sa réélection à la tête du parti, Koizumi fait ainsi d'Asō l'un des piliers de son gouvernement en le nommant ministre des Affaires intérieures et des Communications le 20 septembre 2003, poste qu'il conserve dans le second cabinet puis au début du troisième gouvernement Koizumi jusqu'au 31 octobre 2005.

#### Ministre des Affaires intérieures et des Communications
Tarō Asō fut essentiellement chargé en tant que ministre des Affaires intérieures et des Communications (qui comprend également la direction des services gouvernementaux des postes) de préparer la privatisation de la poste japonaise. Pourtant, le soutien d'Asō, connu pour être un modéré voire un opposant à l'égard de la déréglementation, à cette réforme a pendant longtemps fait l'objet d'interrogations.
Ainsi, alors qu'il n'était pas encore membre du gouvernement, il s'était opposé dans un premier temps au plan de Koizumi de privatisation totale en 2002, tout en ne rejetant pas l'idée d'une ouverture partielle du capital de Japan Post. Et à peine devenu ministre, il s'oppose à la volonté du chef du gouvernement de faire de ce projet l'un des sujets phares de la campagne aux élections législatives de 2003, et émet dans le même temps des doutes quant à la faisabilité du calendrier émis par le Premier ministre pour l'élaboration de la réforme (Koizumi prévoyait déjà en 2003 de pouvoir faire voter le projet de loi en 2005 pour une application en 2007).
Pourtant, si le projet sort de son champ de compétence directe lors du remaniement ministériel du 27 septembre 2004 qui voit la création d'un ministère d'État chargé de la privatisation de la poste confié au ministre de la politique économique et fiscale Heizō Takenaka (partisan convaincu de Jun'ichirō Koizumi et de cette privatisation), il continue néanmoins à être l'un des principaux acteurs de la finalisation de cette réforme,. Ce n'est qu'une fois le projet de loi sur la privatisation de la poste définitivement voté, le 14 octobre 2005, que Tarō Asō a quitté le ministère des Affaires intérieures et des communications, confié à Heizō Takenaka.

#### Ministre des Affaires étrangères

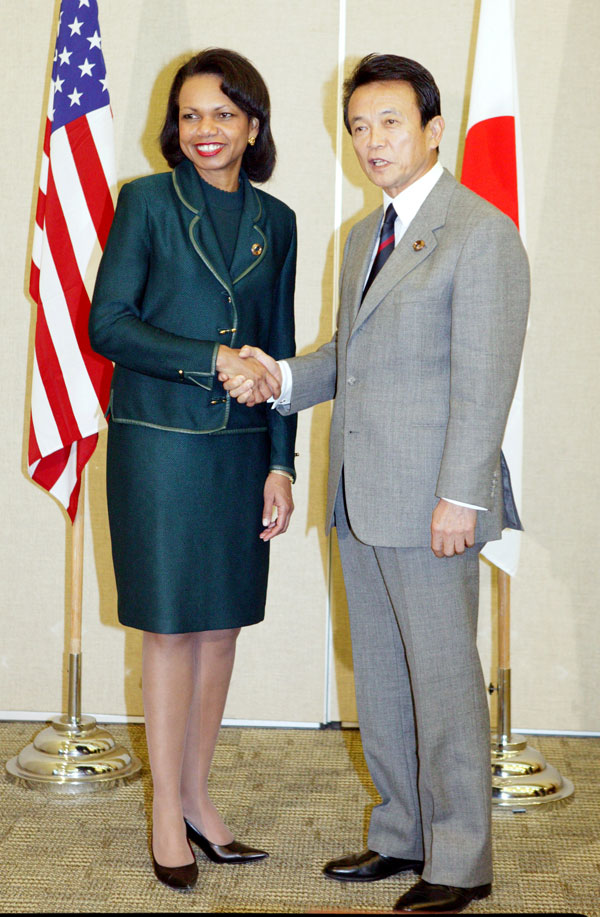
Tarō Asō et la Secrétaire d'État américaine Condoleezza Rice au sommet de l'APEC en 2005

Tarō Asō est ensuite ministre des Affaires étrangères dans le troisième cabinet Koizumi puis dans celui de Shinzō Abe, du 31 octobre 2005 au 27 août 2007. C'est essentiellement à ce poste qu'il se fait le plus connaître, notamment en raison de ses nombreuses déclarations fracassantes teintées de nationalisme, voire de révisionnisme. Quelques semaines avant son changement d'affectation ministérielle, le 15 octobre 2005, Asō fait une déclaration décrivant le Japon comme « une nation, une civilisation, une langue, une culture et une race » lors d'un discours durant la cérémonie d'ouverture du Musée national de Kyūshū à Dazaifu. Plus tard, le 4 février 2006, Asō déclare que la colonisation de Taïwan par le Japon eut des aspects nettement positifs, notamment pour ce qui est de l'amélioration significative de l'éducation et de l'alphabétisation qui ont, selon lui, permis à Taïwan d'être aujourd'hui un pays à très haut niveau d'éducation.
Favorable à une politique étrangère décomplexée, domaine sur lequel il rejoint le plus les Premiers ministres Jun'ichirō Koizumi puis Shinzō Abe, il a notamment défendu les visites annuelles de Koizumi au sanctuaire de Yasukuni malgré les protestations des pays voisins, dont surtout la république populaire de Chine et la Corée du Sud, et a même été jusqu'à appeler l'empereur à faire de même. Il a néanmoins proposé, pour mettre un terme à la polémique, d'enlever son caractère religieux au sanctuaire et de le mettre sous le contrôle de l'État, afin de le transformer définitivement en mémorial de guerre national avec une loi clarifiant quels militaires devraient être honorés et en les séparant des criminels de guerre de classe A à l'origine de la controverse.
En tant que chef de la diplomatie du pays présidant le Conseil de sécurité des Nations unies au moment de la crise issue de l'essai nucléaire réalisé par la Corée du Nord le 9 octobre 2006, Tarō Asō a joué un rôle de premier plan dans l'adoption, le 14 octobre suivant, de la Résolution 1718 sanctionnant le régime de Pyongyang, appelant à un processus de renoncement de l'arme nucléaire de la part de ce pays et le sommant à revenir à la table des pourparlers à six,. Il a également été chargé d'annoncer la mise en place de sanctions économiques (passant par un embargo des produits nord-coréens), initialement prévues pour une période de 6 mois mais sans cesse renouvelées depuis lors.
Autre point le rapprochant de Jun'ichirō Koizumi et de Shinzō Abe, il défend l'entretien d'une relation très proche avec les États-Unis qui selon lui doit rester le principal pilier de la politique étrangère du Japon. C'est notamment durant son passage à la tête de la diplomatie du pays qu'a été finalisé l'accord, après une dizaine d'années de négociations tendues, sur le sujet sensible de la présence militaire américaine dans l'archipel, sur le statut des forces (SOFA). Signé en 2006 par les gouvernements américain et japonais, il prévoit d'une part le retrait du Japon de 8 000 Marines qui seraient ramenés à Guam et le déménagement d'ici 2014 de la base aérienne de l’United States Marine Corps Futenma (située sur le territoire de la ville de Ginowan à Okinawa, et très critiquée par des associations de riverains en raison des nuisances sonores et des questions de sécurité posées par le décollage et l'atterrissage fréquent d'appareils militaires en pleine zone urbaine) au Camp Schwab (camp américain accueillant depuis 1959 essentiellement le 4e régiment de Marine) situé en bordure de la baie de Henoko à Nago au nord de l'île d'Okinawa Hontō, projet critiqué notamment pour ses implications écologiques.

### La lente conquête du pouvoir

#### La succession de Koizumi
Jun'ichirō Koizumi décide, comme promis lors de sa réélection à la tête du PLD en 2003, de quitter la tête du gouvernement à l'automne 2006. Une lutte pour sa succession s'engage alors entre les poids lourds de son administration, les favoris étant : Shinzō Abe (considéré comme le « dauphin » désigné de Koizumi et son Secrétaire général du Cabinet sortant), Sadakazu Tanigaki (le ministre des Finances sortant), Yasuo Fukuda (considéré comme l'éminence grise de Koizumi, qui finalement ne se présente pas) et Tarō Asō lui-même.
Le 21 août 2006, Asō déclare officiellement sa candidature pour la présidence du Parti libéral-démocrate, et donc pour accéder au poste de Premier ministre. Il fait campagne sur le thème de la réforme de la constitution pour permettre de transformer définitivement les Forces japonaises d'autodéfense en armée traditionnelle, sur le maintien de positions fermes vis-à-vis de la Corée du Nord mais également du régime communiste chinois (rejoignant en cela les positions de Shinzō Abe, qui propose quant à lui de développer à la place la coopération avec les grandes démocraties de la région Asie-Pacifique telles que l'Inde ou l'Australie) tout en reprenant son idée de laïciser le sanctuaire de Yasukuni. Sur le plan social, il défend l'idée d'augmenter le niveau scolaire des jeunes Japonais en réduisant l'âge obligatoire pour être scolarisé de 6 à 5 ou 4 ans, et promet également de promouvoir la construction de logements plus confortables.
Il finit deuxième avec 136 voix sur 704 derrière Shinzō Abe (qui mène dans les sondages tout au long de la campagne) lors de l'élection du 20 septembre 2006, tout en devançant Sadakazu Tanigaki, défenseur de la rigueur budgétaire et d'une augmentation de la taxe sur la consommation, qui lui réunit 102 suffrages. Shinzō Abe décide, malgré son opposition lors de ce scrutin, de le confirmer au ministère des Affaires étrangères dans son cabinet. Il renforce également son poids au sein du parti, héritant du « Groupe du grand courage » (大勇会, Taiyūkai) de Yōhei Kōno (et donc appelée jusque-là « faction Kōno », créée en 1999), petit groupe considéré comme l'aile gauche du parti car attaché à un positionnement centriste sur les questions sociales, à un certain keynésianisme en matière économique et surtout à une réforme interne du parti. Y attirant certains de ses propres partisans, il le transforme le 15 décembre 2006 pour en faire le « Groupe du bien public » (為公会, Ikōkai), dit « faction Asō », organisation devant lui servir à se présenter à nouveau à la présidence du PLD.
Il apparaît également comme le chef de file de l'une des trois grandes tendances qui s'opposent à partir de 2007 au sein du PLD, concernant la politique budgétaire et le respect du plan de réforme budgétaire adopté en 2006 par le gouvernement Koizumi pour retrouver un excédent primaire d'ici 2011, tant par une baisse des dépenses que par une hausse des revenus (et donc de la taxe sur la consommation). Ainsi, Tarō Asō dirige sur ce sujet la « Faction pour le report des objectifs d'excédents » (黒字化目標先送り派, Kurojika mokuhyō sakiokuri ha), qui prône d'augmenter les dépenses et ainsi de retarder l'échéance de 2011 pour arriver à un excédent afin de pouvoir mener une politique économique keynésienne. Elle s'oppose au « Comité pour réaliser la pensée avec correction » (正しいことを考え実行する会, Tadashiikoto o kangae jikkōsuru kai), ou Tadashii giren (正しい議連), il est surnommé « Faction de l'importance d'une régénération financière » (財政再建重視派, Zaisei saiken jūshi ha) ou « Faction des faucons financiers » (財政タカ派, Zaisei-taka ha) de Hiroyuki Sonoda, Kenji Kosaka et Kaoru Yosano, des conservateurs fiscaux partisans du strict respect du plan de 2006 et de la rigueur, et à la « Faction de la marée montante » (上げ潮派, Age shio ha) de Hidenao Nakagawa, qui considère que l'objectif d'un excédent en 2011 sera atteint par la seule croissance du PIB qui doit être encouragée par l'innovation, la lutte contre la déflation (et donc un certain interventionnisme monétaire) et la défense de l'investissement et de la consommation (d'où la volonté de retarder toute augmentation des impôts).
Il perd finalement son poste de ministre le 27 août 2007 à la suite d'un remaniement ministériel dû essentiellement à la défaite historique du PLD aux élections à la Chambre des conseillers, qui désormais est contrôlée par l'opposition. Tarō Asō quitte donc le gouvernement mais devient secrétaire général du parti. Ce poste, qui fait de lui officiellement le no 2 du mouvement majoritaire mais également, dans la pratique, son chef effectif (son président étant concentré sur sa fonction de Premier ministre). Cela lui donne également les moyens d'être en position de force pour briguer une nouvelle fois la présidence, les médias le présentant cette fois comme l'un des favoris pour succéder à un Shinzō Abe particulièrement impopulaire.

#### La succession d'Abe
Après la démission de Shinzō Abe annoncée le 12 septembre 2007, Asō se présente une nouvelle fois à la présidence du PLD, annonçant sa candidature dès le lendemain. Plusieurs autres candidatures sont envisagées (notamment le ministre des Finances Fukushirō Nukaga ou l'un de ses prédécesseurs, Sadakazu Tanigaki), mais il n'a finalement qu'un seul adversaire : Yasuo Fukuda, fils de l'ancien Premier ministre Takeo Fukuda, ancienne éminence grise et ami de Jun'ichirō Koizumi (qui le soutient activement) et considéré par les caciques du parti comme plus consensuel que le très populiste Asō.
Les deux hommes s'opposent essentiellement sur les questions d'affaires étrangères, Yasuo Fukuda soutenant un réchauffement des relations avec la république populaire de Chine et la Corée du Sud et, plus largement, le renforcement de la coopération dans la région Asie-Pacifique (en favorisant également les négociations plutôt que les sanctions avec la Corée du Nord), tandis que Tarō Asō considère que, si la coopération économique avec les voisins asiatiques doit être encouragée (afin de lutter contre la pauvreté qui, selon lui, favorise la dictature et le totalitarisme), il ne peut y avoir de négociations sans une attitude ferme de la part du Japon vis-à-vis des régimes dictatoriaux (dont, surtout, la Corée du Nord). De plus, Yasuo Fukuda considère les relations est-asiatiques comme le principal pilier de la diplomatie japonaise, s'opposant à Asō qui au contraire veut mettre les relations avec les États-Unis au premier plan. En ce qui concerne le controversé sanctuaire de Yasukuni, Yasuo Fukuda rejoint la proposition ancienne d'Asō de doter le Japon d'un mémorial de guerre mais, contrairement à lui, il considère que celui-ci doit être créé ex nihilo et non pas à partir de Yasukuni. Sur tous les autres sujets, notamment en matière de politique intérieure, les deux candidats ont toutefois présentés des programmes communs : tous deux appellent à continuer les réformes engagées sous les gouvernements de Koizumi tout en tentant de lutter contre les contreparties de ces dernières en accentuant les mesures sociales.
Donné dans un premier temps favori, notamment dans les sondages, Tarō Asō perd rapidement l'avantage au profit de Yasuo Fukuda (fort du ralliement continu de nombreux poids lourds du parti qui forment un véritable « front anti-Asō ») et a lui-même admis qu'il n'avait que peu de chance de l'emporter. Finalement, Yasuo Fukuda est largement élu à la tête du parti le 23 septembre par 330 voix contre 197.
Tarō Asō est à la suite de cela mis un temps à l'écart en n'étant nommé ni au gouvernement ni à un poste clé du parti. Toutefois, Fukuda — qui fait face à une opposition très offensive menant une stratégie de rejet quasi systématique de toute loi présentée par le gouvernement au sein de la Chambre des conseillers, ce qui l'empêche de mettre en place certaines réformes, ainsi qu'à plusieurs scandales qui l'ont rendu impopulaire — remanie en profondeur son gouvernement le 1er août 2008 et rassemble derrière lui l'ensemble de ses troupes, dont son ancien rival Tarō Asō. Ce dernier retrouve alors le poste de secrétaire général, et donc de no 2, du PLD, ce qui le met à nouveau en bonne place pour tenter une fois de plus de prendre la présidence d'un mouvement vieillissant et souffrant d'une grave crise de confiance auprès de l'opinion publique.

### Le59ePremier ministre du Japon

#### L'élection
Le 1er septembre 2008, Yasuo Fukuda, dont la cote de popularité est descendue en dessous des 30 % de satisfaits, annonce sa démission de son poste de Premier ministre et de président du PLD. Dans une campagne marquée par les réponses à apporter à la forte crise financière et économique que connaît le Japon (à l'instar de tous les pays industrialisés), Tarō Asō est alors le seul candidat à rejeter l'idée de continuer les restrictions budgétaires et prône au contraire un programme de relance économique passant par une augmentation à court terme des dépenses de l'État tout en promettant une baisse des impôts pour relancer la consommation. Favori des sondages tout au long de la campagne, Tarō Asō est désigné le 22 septembre 2008 chef du Parti libéral-démocrate par 351 voix sur 527, au détriment des autres candidats Kaoru Yosano, Yuriko Koike, Nobuteru Ishihara et Shigeru Ishiba, et est ainsi élu Premier ministre du Japon par la Chambre des représentants le 24 septembre 2008.
Il nomme un gouvernement qu'il veut comme l'incarnation d'une modernisation de la politique : 5 de ses 17 ministres n'ont jamais participé à un Cabinet, tandis que la ministre d'État pour les Affaires sociales et l'Égalité des sexes Yūko Obuchi est, à seulement 34 ans, la plus jeune personne à avoir participé à un gouvernement japonais depuis la fin de la Seconde Guerre mondiale.

#### Politique intérieure
Comme promis lors de sa campagne, l'une des premières annonces de Tarō Asō en tant que Premier ministre a été l'annonce d'une baisse rapide des impôts.
En ce qui concerne la crise financière mondiale, qui a touché d'une manière particulièrement forte un Japon largement lié financièrement aux États-Unis et fragilisé par une crise économique de longue durée (l'indice Nikkei 225 avait ainsi chuté de 24 % durant la semaine du 6 au 12 octobre, avant de remonter de plus de 14 % le 14 octobre, soit la plus forte hausse jamais connue par l'indice depuis sa création en 1949, tandis que le pays entre officiellement en récession pour la première fois depuis sept ans au troisième trimestre 2008 avec une baisse de 0,1 % de son PIB entre juillet et septembre faisant suite à une première contraction de 0,9 % au second trimestre), le gouvernement a annoncé la possibilité d'injecter des capitaux publics dans les banques régionales qui assurent l'essentiel du financement des petites et moyennes entreprises japonaises, tout en envisageant le gel de certaines ventes d'actions détenues par des établissements publics du pays, en poursuivant la dérégulation des programmes de rachat d'actions des sociétés cotées et en proposant de lancer un autre plan qui viendrait s'ajouter à celui de 1 800 milliards de yens (soit environ 12,9 milliards d'euros) mis au point avant la crise et avant l'arrivée d'Asō au pouvoir.
Le gouvernement finit par avancer le 30 octobre 2008 un plan de relance de 26 900 milliards de yens (207 milliards d'euros) visant tout d'abord à dynamiser la consommation (par des réductions fiscales, des aides directes aux ménages comme la hausse ou la création de nouvelles allocations familiales ou vieillesses, la mise en place de prêts bonifiés et à terme une augmentation sur 3 ans du taux de la taxe sur la consommation, jusqu'ici établi à 5 %) et à aider les petites et moyennes entreprises et les petites et moyennes industries qui assurent 70 % des emplois du Japon. Il est rapidement suivi, dès le 12 décembre 2008, par l'injection de 23 000 milliards de yens (192 milliards d'euros) supplémentaires, dont 10 000 milliards de mesures fiscales (surtout des réductions d'impôts pour les propriétaires immobiliers, devant servir notamment à financer des logements et autres aides sociales aux travailleurs temporaires licenciés contraints de quitter l'habitation fournie par leur employeur) et 13 000 milliards d'aides aux entreprises en difficultés (notamment en favorisant l'octroi de crédits ou par l'achat des traites émises par les sociétés pour leur permettre de lever des fonds). La situation s'aggravant encore au début de l'année 2009, poussant le pays dans sa plus forte récession depuis 1955 (le gouvernement annonce ainsi en avril 2009 qu'il prévoit une contraction de 3,3 % du PIB pour l'année budgétaire 2009-2010, alors que jusqu'à présent il affirmait pouvoir arriver à une croissance nulle,), un nouveau plan de relance, le troisième depuis le début de la crise et le quatrième en un an, est présenté le 10 avril 2009. D'un montant cette fois de 15 400 milliards de yens (116 milliards d'euros), son financement implique notamment l'émission de 10 000 milliards de yens (76 milliards d'euros) d'emprunts d'État (ce qui établirait le nombre d'émissions depuis le début de l'année 2009 à 44 milliards de yens). Outre les aides supplémentaires aux entreprises et nouvelles mesures fiscales, ce nouveau programme se démarque de ses prédécesseurs en ce qu'il s'intéresse tout particulièrement à l'environnement (notamment par une prime de 100 à 250 000 yens pour l'achat de véhicules propres, l'installation de générateurs à énergie solaire dans 37 000 écoles, l'amélioration de l'isolation thermique de 3 millions d'habitations et bâtiments en 3 ans), la construction d'infrastructures (notamment la construction de pistes supplémentaires à Narita ou la création d'un nouvel axe entre ce dernier et Haneda) et les nouvelles technologies (en développant la recherche sur les cellules souches). Le budget additionnel pour financer ces nouvelles mesures est présenté à la Diète par le gouvernement le 27 avril suivant et est adopté à la fin du mois de mai. Le montant total de la politique de relance du gouvernement Asō s'élève à 65 300 milliards de yens (515 milliards d'euros), 67 100 milliards (527,9 milliards d'euros) si on y inclut le premier plan du gouvernement Fukuda d'avant la crise, soit en tout environ 14 % du PIB.
Pour ce qui est de la gestion internationale de la crise, exerçant toujours à la fin de l'année 2008 la présidence du G8, Tarō Asō a lancé l'idée le 10 octobre 2008 d'une réunion extraordinaire des chefs d'État ou de gouvernement des huit pays les plus industrialisés afin de réfléchir à des réponses communes à apporter à la situation financière.

#### Politique étrangère

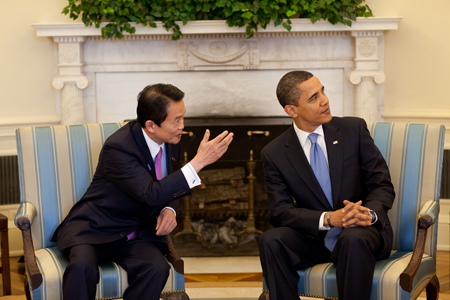
Tarō Asō et le président américain Barack Obama à Washington, le 25 février 2009

Tarō Asō a voulu tempérer son image de « faucon » en matière de politique étrangère en nommant à la tête de la diplomatie japonaise Hirofumi Nakasone, un de ses partisans pourtant connu pour être un ardent défenseur du réchauffement diplomatique avec les pays voisins et notamment avec la Corée du Sud dont il est considéré comme un spécialiste, et son premier voyage officiel hors du Japon a été en république populaire de Chine, du 24 au 25 octobre, pour le sommet Asie-Europe de Pékin. Il organise également le 13 décembre 2008 à Fukuoka le premier sommet tripartite Japon - république populaire de Chine - Corée du Sud à se dérouler indépendamment d'un sommet ASEAN. Tarō Asō, le Premier ministre chinois Wen Jiabao et le président sud-coréen Lee Myung-bak ont alors signé une déclaration commune pour reconnaître la nécessité de renforcer la coopération entre leurs trois pays sur le plan commercial, économique, financier et politique afin notamment de faire front ensemble contre la crise mondiale, ainsi que pour trouver des solutions pacifiques à plusieurs conflits frontaliers opposant le Japon à la république populaire de Chine (au sujet notamment des îles Senkaku, selon le vocable japonais, ou Diaoyu, pour les Chinois, archipel désert actuellement contrôlé par le Japon mais également revendiqué par la Chine populaire et la république de Chine, à l'ouest d'Okinawa et au nord-est de Taïwan et qui fut le sujet de nouvelles tensions entre les deux pays quelques jours avant la réunion lorsqu'un navire de surveillance chinois fut aperçu à moins de six kilomètres de l'archipel disputé) ou le Japon à la Corée du Sud (à savoir les Rochers Liancourt, appelés Dokdo par les Sud-coréens qui contrôlent effectivement ce groupe d'îlots pratiquement déserts, et Takeshima par les Japonais),. Et si l'offrande (un arbre en pot) qu'il fait déposer le 21 avril 2009 en son nom au sanctuaire Yasukuni pour le festival de printemps du lieu de culte, sans s'y rendre personnellement, pousse la Chine à exprimer sa « profonde préoccupation » et de son « mécontentement » face à ce geste, il réalise une visite sans heurts à Pékin les 29 et 30 avril suivants pour parler de la crise économique, d'environnement et de la Corée du Nord.
Il reste néanmoins un ferme partisan du maintien de sanctions contre la Corée du Nord, et a donc condamné la décision américaine de retirer ce pays de la liste des États soutenant le terrorisme tandis que les pourparlers à six ont connu des avancées considérables au cours des dernières semaines. Tarō Asō a notamment affirmé que le Japon refuserait toute aide énergétique à la Corée du Nord tant que le sujet des enlèvements de Japonais par les forces de Pyongyang pour former des espions du régime au japonais dans les années 1970 et 1980 n'aurait pas été réglé. À la suite de l'annonce par la Corée du Nord de son intention de lancer un « satellite de communication » sur une fusée Unha-2, présenté par les analystes en sécurité militaire comme un essai déguisé de missile balistique Taepodong-2, il adopte une attitude ferme. Il demande ainsi une réunion extraordinaire du Conseil de sécurité des Nations unies, dont le Japon est alors un membre temporaire, afin de soutenir une éventuelle sanction internationale à la Corée du Nord, et organise la réponse à un éventuel lancement de la fusée en activant le réseau de missiles de défense, menaçant de faire désintégrer l'engin nord-coréen dès son passage dans l'espace aérien japonais, et mettant en place une cellule de crise afin de décider le plus rapidement du déploiement des Forces d'autodéfense pour protéger, évacuer et porter assistance aux habitants de villages qu'il présente comme menacés par une hypothétique chute des débris du missile sur le sol japonais. La fusée est bien lancée le 5 avril mais, selon le Secrétariat américain à la Défense, explose en vol au-dessus de l'océan Pacifique.
Pour le règlement international de la crise financière, exerçant toujours, pour l'année 2008, la présidence du G8, Tarō Asō a lancé l'idée le 10 octobre 2008 d'une réunion extraordinaire des chefs d'État ou de gouvernement des huit pays les plus industrialisés afin de réfléchir à des réponses communes à apporter à la situation financière. Finalement, lors du sommet des chefs d'État et de gouvernement du G20 à Washington les 15 et 16 novembre 2008, il appelle à plus de coopération internationale pour réguler les marchés financiers et à renforcer pour ce faire le FMI, le Japon se disant prêt à puiser dans son importante réserve de change (qui était de plus de 1 025 milliards de dollars américains en septembre 2008) pour fournir 100 milliards de dollars américains (78,8 milliards d'euros) à cette institution internationale. Maintenant le Japon dans son alliance traditionnellement étroite avec les États-Unis, il s'est déclaré partisan de « maintenir fermement le système de change centré sur le dollar », s'opposant ainsi à la proposition du président français Nicolas Sarkozy de définir de nouvelles monnaies de référence. Du reste, il semble que les Américains le lui rendent bien, puisqu'il est, le 24 février 2009, le premier chef de gouvernement étranger à rendre visite à Barack Obama à la Maison-Blanche.

#### Un Premier ministre impopulaire?

Évolution des taux de satisfaction (en bleu) et d'insatisfaction (en rouge) du gouvernement japonais de juillet 2004 à août 2009. Source : NHK Broadcasting Culture Institute

##### Un gouvernement rapidement en difficulté
Seulement quatre jours après son entrée en fonction, Tarō Asō doit faire face à la démission de son ministre du Territoire, des Infrastructures et des Transports Nariaki Nakayama, contesté pour des déclarations prônant « l'uniformité ethnique » du Japon qui ont choqué certaines minorités (dont surtout celle des Aïnous). Le 31 octobre 2008, c'est au tour du chef d'état-major de la Force aérienne d'autodéfense, le général Toshio Tamogami, de démissionner après avoir nié dans un livre que le Japon ait été un pays agresseur lors de la Seconde Guerre mondiale.
Bénéficiant d'un état de grâce moins important que prévu (la plupart des sondages faisant état d'un taux de popularité seulement à 50 % au moment de sa prise de fonction) et qui semble de plus déjà s'estomper (un sondage réalisé pour le Yomiuri Shinbun estimant que désormais 46 % des sondés font confiance au Premier ministre du Japon, un autre réalisé par le Mainichi Shinbun, publié une semaine après, ne le créditait que de 36 % d'opinions favorables).
Alors que plusieurs voix s'étaient élevées au sein de la direction du PLD au cours de la campagne pour annoncer que l'élection du nouveau président correspondrait avec l'organisation rapide d'élections législatives anticipées afin de bénéficier de l'état de grâce du nouveau chef du gouvernement, Tarō Asō a finalement annoncé que l'idée d'une dissolution de la Chambre des représentants n'était pas une priorité, le gouvernement et la majorité devant se concentrer selon lui tout d'abord dans la mise au point d'un plan de sauvetage de la finance et de l'économie japonaise.

##### Les dérapages du Premier ministre
De plus, une succession de dérapages ont valu à Tarō Asō des critiques au sein de son propre camp ainsi que la colère de groupes socio-professionnels pourtant considérés comme acquis au PLD. Il doit ainsi rapidement s'excuser pour avoir déclaré, lors d'une réunion avec des gouverneurs de préfecture, selon Jiji Press et d'autres médias, que : « Il y a beaucoup (de médecins) qui manquent sérieusement de sens commun ». Le même jour, il crée une autre controverse lorsqu'il affirme, en s'adressant devant un congrès de l'Association des parents d'élèves et enseignants et ignorant apparemment que des parents se trouvaient parmi l'assistance : « Je respecte le directeur de jardin d'enfants qui a dit que les gens qui devraient être disciplinés sont les mères plutôt que les enfants », ajoutant que « certains d'entre vous (les enseignants) ont des problèmes avec les parents qui sont derrière les enfants ». Le 20 novembre suivant, c'est au tour des personnes âgées « maladives » d'être visées par le Premier ministre qui déclare, lors d'une réunion avec des conseillers économiques du gouvernement, en parlant du problème de l'explosion des dépenses de santé : « Mes dépenses médicales sont beaucoup plus basses parce que je marche, entre autres. Pourquoi devrai-je payer pour ceux qui ne font que boire et manger et ne font aucun effort ? ». Il s'était déjà fait remarquer par le passé, alors qu'il était ministre des Affaires étrangères, pour avoir offensé les associations de lutte contre la maladie d'Alzheimer pour avoir dit, afin de souligner l'importante différence de prix du riz existant entre le Japon et la Chine, le 19 juillet 2007 : « Même des patients atteints de la maladie d'Alzheimer peuvent voir lequel des deux est le moins cher ».
Il a même suscité la protestation de certains parlementaires PLD, notamment des « réformateurs » héritiers de Jun'ichirō Koizumi pour avoir envisagé de mettre entre parenthèses le processus de réduction de la part de l'État dans le capital des différentes sociétés nées de la réforme de la Japan Post, ou encore des élus liés au puissant lobby des transports pour avoir proposé de conférer les revenus des taxes concernant ce domaine aux gouvernements locaux. Il s'attire finalement les critiques du toujours très populaire et très influent Koizumi lui-même, qui qualifie ses propos concernant la poste de « presque risibles, plutôt que stupides » et envisageant la perte du pouvoir pour le PLD si Asō mène le parti lors de la campagne.
Son image d'homme politique atypique, proche du peuple et antithèse des élites japonaises lui a valu plusieurs critiques. Dès le 23 octobre 2008, un article de l’Asahi Shinbun dévoile les très nombreuses sorties du nouveau Premier ministre et dénonce son train de vie, en plein crise économique : sur les 28 premiers jours de son mandat, en dehors de trois dîners d'affaires, Asō n'est rentré que quatre fois à son domicile, préférant dîner au restaurant et fréquenter des bars à 21 reprises, dans 32 établissements. Face à ces révélations, Tarō Asō a choisi d'assumer ses sorties en déclarant : « C'est mon style et je n'en changerai pas. […] Par chance, j'ai de l'argent. C'est moi qui paye ». À la suite de ces déclarations, la presse japonaise a enquêté sur la fortune personnelle de Asō et des membres de son gouvernement, indiquant que le patrimoine actif du Premier ministre était de 455,48 millions de yens (soit près de 4 millions d'euros), principalement immobilier. Si ce patrimoine est inférieur à celui de son Ministre des Affaires intérieures et des Communications Kunio Hatoyama (764,6 millions de yens), il fait néanmoins de Tarō Asō le deuxième plus riche Premier ministre de l'histoire du Japon derrière Morihiro Hosokawa (le troisième à la suite de l'accession à ce poste par la suite de Yukio Hatoyama), tandis que ce train de vie entre en contradiction avec cette réputation d'« homme du peuple » que le chef du gouvernement s'est créée au fil des années.
Des voies se sont également élevées pour dénoncer la mauvaise prononciation par le Premier ministre à plusieurs reprises de kanjis lors de ses discours. Ces difficultés de lecture lui ont valu le surnom de « Premier ministre KY » (ＫＹ首相, KY Shushō), ou KY, traditionnellement utilisé comme abréviation de « Kūki Yomenai » (空気 読めない, littéralement « incapable de lire une situation ») utilisé pour désigner une personne inconsciente ou déconnectée de la réalité, mais ici transformé en « Kanji Yomenai » (漢字 読めない, littéralement « incapable de lire les kanji »), soit dans le sens d'illettré. D'un autre côté, le célèbre réalisateur de films d'animation japonais Hayao Miyazaki a qualifié la mise en avant de sa passion pour les mangas — dont il a fait une arme électorale en même temps qu'un cheval de bataille en politique — d'« embarrassante », considérant que « c'est quelque chose qui devrait relever de la sphère privée ».
Un sondage de l’Asahi Shinbun du 9 février 2009 ne le crédite plus que de 14 % d'opinions favorables contre 73 % d'insatisfaits, et la popularité de son cabinet, selon une enquête du Yomiuri Shinbun parue le même jour, chute pour la première fois en dessous de la barre des 20 % depuis 2001 et le gouvernement du très impopulaire Yoshirō Mori.

##### Controverse sur le travail forcé par la compagnie minière Asō
Alors qu'il était premier ministre, Asō , dont la famille immédiate possède une entreprise minière, aujourd'hui appelée groupe Asō (de), a refusé à maintes reprises de confirmer que la compagnie de sa famille avait utilisé le travail forcé pendant la Seconde guerre mondiale . Depuis lors, plusieurs anciens prisonniers de guerre australiens survivants ont demandé à Asō et à l'entreprise de s'excuser, mais tous deux ont refusé de le faire.

##### La remontée momentanée puis la chute
Pourtant, une série d'événements lui permet de voir sa popularité remonter au printemps 2009. Tout d'abord, l'arrestation pour corruption de l'un des principaux collaborateurs du chef de l'opposition Ichirō Ozawa affaiblit ce dernier et le PDJ, qui pourtant arrivait jusqu'alors en tête dans les sondages, perd deux importants scrutins préfectoraux au profit de candidats soutenus plus ou moins ouvertement par le PLD : les élections des gouverneurs des préfectures de Chiba et Akita. Ensuite, sa gestion de la crise du missile nord-coréen au début du mois d'avril 2009 lui permet de revenir à un taux de popularité moins critique, un sondage du Mainichi Shinbun réalisé les 10 et 11 avril fait état de 76 % des personnes interrogées approuvant son action sur ce sujet, et dans le même temps fait remonter le taux de soutien au gouvernement de 16 % (en mars) à 24 %.
L'annonce, au mois d'avril elle aussi, du renforcement du plan de relance engagé en octobre 2008, le plus important de l'histoire du Japon, par le gouvernement est également présentée comme une des causes de sa remontée dans les enquêtes d'opinion. Ainsi, le même jour que la présentation de ce plan à la Diète du Japon, un sondage pour le Nikkei Shinbun et TV Tokyo voit sa popularité augmenter de 7 points pour s'établir à 32 %. Le Yomiuri Shinbun quant à lui, dans une enquête réalisée les 25 et 26 avril, indique que 7,1 % des personnages interrogées le soutiennent pour rester Premier ministre après les élections devant avoir lieu au plus tard le 11 septembre 2009 (doublant ainsi son score par rapport au mois précédent où il ne recueillait plus que 3,5 % de supports) et le fait passer de la 8e à la 3e place des choix des Japonais comme futur chef de gouvernement, toujours derrière Koizumi (14,8 %) et son ministre de la Santé Yoichi Masuzoe (9 %), mais en devançant cette fois son adversaire Ichirō Ozawa (6,5 %). Enfin, alors que le PLD semblait se diriger inéluctablement vers la seconde défaite électorale de son histoire à la Chambre des représentants (la première fut en 1993) en février 2009, ne récoltant plus alors que 26 % d'intentions de vote contre 42 % au PDJ selon le Nikkei Shinbun, il reprend l'avantage dès le mois de mars avec une légère avance (33 % contre 30 % à l'opposition mais surtout 34 % d'indécis) et creuse l'écart en avril (36 %, égalant le nombre d'indécis, contre 28 %).
Cette remontée semble toutefois fragile, le changement de présidence au sein du PDJ (Ichirō Ozawa démissionne et est remplacé par Yukio Hatoyama) permettant à ce dernier de revenir en force dans les sondages, tandis que de nouvelles démissions au sein de l'équipe gouvernementale (le secrétaire général adjoint du Cabinet Yoshitada Kōnoike le 13 mai 2009 pour l'utilisation à des fins personnelles d'un billet de train gratuit alloué aux parlementaires pour leurs déplacements officiels mais surtout celle de l'un des principaux alliés de Tarō Asō, le ministre des Affaires intérieures Kunio Hatoyama, à la suite d'un désaccord entre les deux hommes au sujet de la gestion de la Japan Post Holdings).
Le 13 juillet 2009, Tarō Asō annonce des élections législatives anticipées le 30 août, à la suite de la défaite du PLD à l'élection de l'assemblée métropolitaine de Tokyo, remportée par le PDJ. Le lendemain, la Chambre des conseillers vote une motion de censure contre le Premier ministre, vote sans conséquence mais néanmoins exceptionnel au Japon : il n'y a eu qu'un seul précédent depuis l'entrée en vigueur de la constitution du Japon en 1947, celui de juin 2008 envers Yasuo Fukuda.

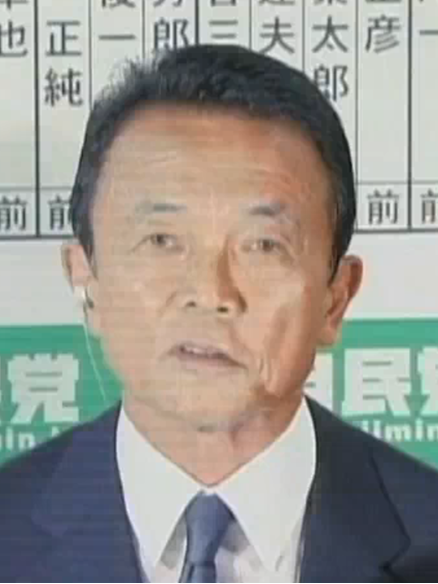
Tarō Asō le soir de la défaite du 30 août 2009

Alors que tous les sondages et les analystes politiques semblent considérer la défaite du PLD inévitable, Tarō Asō tente de démontrer pendant toute la campagne que seule la majorité sortante est capable de gérer la situation et de sortir le Japon de la crise et met l'accent sur le manque d'expérience du pouvoir de son principal adversaire, le PDJ n'ayant jamais cessé d'être dans l'opposition depuis 1996. Tout en s'excusant pour ses dérapages verbaux et en reconnaissant que ceux-ci ont contribué à rendre impopulaire le gouvernement, il déclare ainsi : « Ma vision du Japon est celle d'une société sûre avec de la vitalité, où les enfants peuvent rêver, les jeunes avoir de l'espoir et les aînés se sentir en sécurité », tout en considérant le programme de l'opposition comme « des politiques hasardeuses sans financement ». Pourtant, malgré l'annonce à la mi-août que l'économie japonaise sortait de la récession pour la première fois depuis un an (nouvelle largement utilisée par la majorité sortante pour défendre l'efficacité de son plan de relance), ni Tarō Asō ni le PLD ne réussissent à remonter dans les sondages et, le jour du scrutin, le 30 août 2009, ils connaissent une défaite historique en n'obtenant que 119 sièges sur 480 contre 308 au PDJ. Immédiatement, Tarō Asō a reconnu la défaite et annoncé sa démission de la présidence du PLD lors d'une allocution télévisée.

### Un député discret de l'opposition
Tarō Asō se montre relativement discret pendant toute la législature allant de 2009 à 2012. Tarō Kōno, fils de Yōhei Kōno, devient durant cette période la personnalité la plus exposée de sa faction (candidat à la présidence du PLD en 2009 et titulaire de plusieurs postes à responsabilité au sein de la direction du parti par la suite). Il apparaît très affecté par le décès, le 4 octobre 2009, de son ancien ministre des Finances et ami Shōichi Nakagawa, déclarant : « Je suis tellement choqué que je ne sais quels mots dire ». Il est l'un des principaux orateurs lors d'une cérémonie organisée pour célébrer le premier anniversaire de sa mort au Grand Prince Hotel Akasaka le 28 septembre 2010, y faisant plusieurs déclarations sur le bilan de son gouvernement et des attaques contre celui, démocrate, de Naoto Kan en place à l'époque, notamment : « La décision de "donner 10 billions de yens au FMI" [renvoyant au renflouement de l'institution internationale opéré en 2008 par le gouvernement Asō] a permis de diminuer considérablement la confusion du monde économique liée à la faillite de Lehman Brothers. Les médias auraient dû évaluer cela comme étant du bon travail. De même pour les Senkaku, quand cette histoire ridicule a eu lieu [au sujet de la collision, le 10 septembre 2010, entre un bateau chinois et un navire de patrouille japonais dans les eaux de ces îles, ravivant le conflit territorial entre les deux pays], il aurait fallu réagir vivement en disant "cessez de vendre ainsi le territoire japonais". Si M. Nakagawa était en vie, il l'aurait dit encore plus fortement ».
Sur le plan diplomatique, il représente le Japon lors de l'investiture à la présidence de la république fédérale du Brésil, Dilma Roussef, le 1er janvier 2011.
Alors que son influence au sein du parti semblait désormais limitée, sa position se retrouve renforcée lors de l'élection présidentielle du PLD du 26 septembre 2012, à quelques mois d'élections législatives annoncées. Lui et ses partisans, aux côtés de Masahiko Kōmura et de son propre groupe de pression, deviennent la force motrice de la campagne de Shinzō Abe, qui fait alors figure de candidat contre le jeu des factions et de la révision de la Constitution pour y reconnaître le droit du Japon à l'auto-défense collective. Abe est élu au deuxième tour et dirige donc le parti lors des élections législatives finalement fixées au 16 décembre 2012, lors desquelles il retrouve une majorité absolue à la Chambre des représentants.
Tarō Asō est affilié au mouvement ouvertement révisionniste Nippon Kaigi, également favorable au retour du militarisme au Japon et à l'abandon du pacifisme d'après-guerre.

### Vice-Premier ministre et ministre des Finances
Le 26 décembre 2012, dix jours après la victoire du PLD aux élections législatives, Shinzō Abe est élu Premier ministre par la Diète. Il annonce, dans la foulée, la nomination de son allié Tarō Asō au titre, stratégique, de vice-Premier ministre ; ce dernier hérite également du ministère des Finances, chargé des Services financiers, de la Déflation et du Yen fort. Asō retrouve ainsi un poste de premier plan.
Lors de sa première conférence de presse, il confirme que la lutte contre la déflation et pour la relance de l'économie sera la priorité de la nouvelle administration, plutôt que la diminution de la dette. Il annonce la préparation d'un budget supplémentaire « conséquent » pour l'année fiscale 2012 devant finir en mars 2013, que les restrictions budgétaires imposées par ses prédécesseurs démocrates (à savoir de ne pas dépasser les 44 billions de yens d'émissions d'obligations et les 71 billions en dépenses publiques générales) ne seraient pas respectées et que la hausse de la taxe sur la consommation ne serait pas réalisée si l'économie ne se rétablit pas. Il exprime également ses principales orientations budgétaires : « Ce dont nous avons besoin c'est d'un budget qui encourage l'investissement privé, l'embauche des personnes et la dépense des consommateurs ». Il défend un retour important des financements de travaux publics, fortement réduits par le PDJ : « Il est contestable de considérer comme le mal les dépenses dans les travaux publics, et de mettre en place une allocation pour les enfants comme bonne. Celle-ci est inutile si les parents décident de se mettre les allocations dans la poche ».
Tarō Asō est impliqué dans le scandale politique de 2017-2018 de l’école Moritomo Gakuen.

### Vice-président du PLD
À la suite de l'élection de Fumio Kishida à la présidence du Parti libéral-démocrate le 29 septembre 2021 puis de son accession, le 4 octobre, au poste de Premier ministre, Tarō Asō devient à cette même date vice-président du PLD. Shunichi Suzuki lui succédant comme ministre des Finances du Japon,.

## Famille
Avec son épouse Chikako Asō, née Suzuki, qu'il a épousée le 3 novembre 1983, il a eu deux enfants, un fils et une fille :
- Masahiro (将豊?), né le 29 décembre 1984.
- Ayako (彩子?), née le 27 avril 1987.